# Збагачення за пружністю

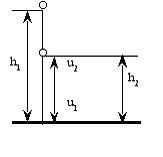
Рис. 2. Траєкторія руху частинки: h_{1}, h_{2} — висота падіння та підйому частинки; u_{1}, u_{2} — швидкість падіння та підйому частинки.

Збагачення за пружністю — спеціальний метод збагачення корисних копалин з використанням різниці в пружності компонентів оснований на взаємодії розділюваних частинок з робочою поверхнею сепаратора (плитою), властивості якої постійні. Ефект взаємодії виявляється при ударі частинки об плиту. Для ударної дії потрібно надати тілу визначеної кінетичної енергії, тобто швидкості. Ця умова виконується в середовищі малої густини і в'язкості. В практиці таким середовищем є повітря. Збагачення за пружністю може використовуватись в тих випадках, коли воно зумовлює концентрацію в тому або іншому продукті частинок з визначеними властивостями, напр., за вмістом цінного компоненту, за міцністю та ін.

## Загальний опис
Процес здійснюється в повітряному середовищі і пояснюється класичною теорією удару.
Виділяють такі фази процесу:
- рух частинки до плити;
- удар частинки об плиту і зім'яття частинки та плити при ударі;
- відновлення форми частинки і плити і надання кінетичної енергії частинці;
- рух частинки від плити.

Фази руху частинки до плити і від плити показані на рисунку.

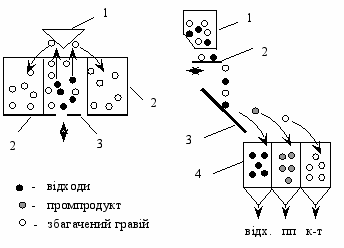
Рис. 1. Схеми сепараторів: а — схема вібраційного сепаратора; 1 — кутковий відбивач; 2 — приймачі матеріалу; 3 — днище з пружної сітки; б — сепаратор з нерухомою робочою поверхнею; 1 — бункер; 2 — віброживильник; 3 — плита; 4 — приймальні бункери

Рух частинок до плити може здійснюватися внаслідок вільного падіння із заданої висоти. Енергія, що запасається, визначається висотою падіння.
При завершенні 1-ї фази, в момент дотику до плити частинка досягає швидкості u1.
2-а фаза визначається зміною швидкості частинки до нуля. При цьому частинка і плита зазнають пружних і пластичних деформацій. При u1= 0 сила дії частинки на плиту дорівнює вазі частинки.
Початок 3-ї фази характеризується відновленням форми частинки і плити, коли сили пружної деформації перевищують силу тяжіння. У кінці 3-ї фази частинка набуває швидкості, що дорівнює u2, направленої протилежно u1 (при горизонтальній плиті).

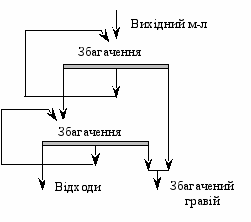
Рис. 3. Технологічна схема збагачення гравію на кар'єрі «Сойо» США

Для умов вільного падіння: u1 = {\displaystyle {\sqrt {2gh_{1}}}}. u2 = {\displaystyle {\sqrt {2gh_{2}}}}.
Відношення u2 до u1 називається коефіцієнтом відновлення Кв, який може бути в межах Кв = 0-1.
Велика дисперсія дальності відскоку частинок дозволяє застосовувати цей метод тільки для компонентів, що мають значну відмінність у міцності. Ефективніша сепарація за пружністю для мінералів з округлою формою частинок, наприклад для гравію.
Сортування за пружністю застосовується в основному на кар'єрах при переробці щебеню і гравію. Зокрема, збагачення за пружністю застосовується на декількох кар'єрах у США, Польщі.

## Конструкції сепараторів
Схеми сепараторів, що використовують прямий центральний удар, а також удар об похилу плиту, наведені на рисунку.
Вібраційний сепаратор (рис. 1 а) являє собою трисекційний короб, днище центральної секції якого зроблене з пружної сітки 4, що служить розділовою поверхнею. Над центральною секцією встановлений кутовий відбійник 1. При наданні сепаратору вібрацій і подачі матеріалу на пружну сітку грудки з більшою пружністю досягають кутового відбійника, відбиваються від нього і потрапляють у бокові збірники 2. Грудки з меншою пружністю підіймаються на меншу висоту, не досягають кутового відбійника, залишаються в центральній секції сепаратора і розвантажуються при сході з неї.
Сепаратор з нерухомою робочою поверхнею. Інший варіант використання ефектів ударної взаємодії частинок корисної копалини з плитою отримують при скиданні їх з деякої висоти на похило встановлену площину. Схема сепаратора з нерухомою похилою поверхнею наведена на рис. 1 б. Вихідний матеріал з бункера 1 подається віброживильником 2 в вигляді моношару на плиту 3. Частинки з більшою пружністю отримують більшу швидкість, рухаються по більш пологій траєкторії, пролітають більшу відстань і потрапляють в дальній збірник (бункер). Частинки з меншою пружністю отримують меншу швидкість, рухаються по крутій траєкторії, пролітають меншу відстань і потрапляють в ближній збірник.